# 刘玉琪
刘玉琪（1940年—2004年3月25日），原中国柔道队总教练。
刘玉琪原为中国式摔跤运动员，1979年赴日本学习柔道，并进入中国柔道队，成为中国柔道界的领军人物。